# L'Écolo Labo
L'Écolo Labo est une émission de télévision française en 52 épisodes de trois minutes diffusée sur Ma Planète.
Produit en 2006 par Jean-Charles Fitoussi pour Quelle drôle d’idée et co-écrit avec Véronique Girard, ce programme est destiné aux 8-11 ans. Il propose des expériences écologiques réalisées face caméra.
Le succès de l'émission a donné lieu à la production d’une série de magazines de 26 minutes diffusés sur Planète Juniors et à l'édition d'un hors-série du magazine Mon Quotidien vendu en kiosque à 70 000 exemplaires.
La production de cette série a été possible grâce à une coproduction avec l’Agence de l'Environnement et de la Maîtrise de l'Énergie.